# A98 (Groot-Brittannië)
De A98 is een 82 kilometer lange hoofdverkeersweg in Schotland in het Verenigd Koninkrijk.
De A98 verbindt Fraserburgh via Banff en Cullen met de deelgemeente Fochabers van Elgin.